# Prix Goya de la meilleure actrice dans un second rôle

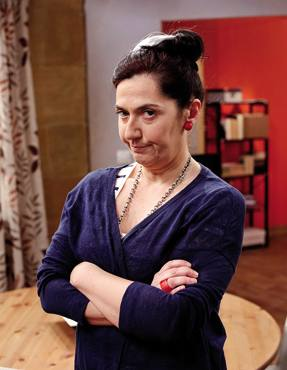
Ane Gabarain, primée en 2024 (ici en 2012, dans la série télévisée Bi eta bat).

Le prix Goya de la meilleure actrice dans un second rôle (Premio Goya a la mejor interpretación femenina de reparto) est une récompense décernée depuis 1987 par l'Academia de las artes y las ciencias cinematográficas de España au cours de la cérémonie annuelle des Goyas.

## Nominations et victoires multiples
Certaines actrices ont été récompensées à plusieurs reprises :
- 2 Goyas : María Barranco (1989 et 1991), Verónica Forqué (1987 et 1988), Candela Peña (2004 et 2013) et Rosa Maria Sardà (1994 et 2002).

Concernant les actrices, certaines furent multi-nommées (en gras, les actrices lauréates) : 
- 6 nominations : Chus Lampreave, Terele Pávez ;
- 5 nominations : María Barranco, Candela Peña ;
- 3 nominations : Pilar López de Ayala, Loles León, Elvira Mínguez, Natalia de Molina, Nathalie Poza, Rosa Maria Sardà, Julieta Serrano, Maribel Verdú, Ana Wagener ;
- 2 nominations : Anna Castillo, Geraldine Chaplin, Penélope Cruz, Lola Dueñas, Marta Etura, Verónica Forqué, Luisa Gavasa, Carmen Machi, Ángela Molina, Nora Navas, Adriana Ozores, Rossy de Palma, Rosana Pastor, Vicky Peña, María Luisa Ponte, Tina Sainz, Susi Sánchez, Verónica Sánchez, Clara Segura, Goya Toledo ;
- 1 nomination : Victoria Abril, Juana Acosta, Marian Álvarez, Elena Anaya, María Asquerino, Chusa Barbero, Pilar Bardem, Amparo Baró, Nausicaa Bonnín, María Botto, Julia Gutiérrez Caba, Adelfa Calvo, Mary Carrillo, Pilar Castro, Laura Cepeda, Ángela Cervantes, Marie Colomb, Belén Cuesta, Veronica Echegui, María Esteve, Ana Fernández, Rosario Flores, Ane Gabarain, María Galiana, Macarena García, Luisa Gavasa, Ariadna Gil, Nuria González, Itziar Lazkano, Bárbara Lennie, María León, Mercedes León, Charo López, Mónica López, Kiti Manver, Cristina Marcos, Mona Martínez, Laia Marull, Carmen Maura, Sílvia Munt, Najwa Nimri, Marisa Paredes, Blanca Portillo, María Pujalte, Mary Carmen Ramírez, Mar Regueras, Amparo Rivelles, Mabel Rivera, María Rodríguez Soto, Mercedes Sampietro, Alicia Sánchez, Aitana Sanchez-Gijon, Milena Smit, Emma Suárez, Ana Torrent, María Vázquez, Pastora Vega, Concha Velasco, Aixa Villagrán, Sigourney Weaver, Carolina Yuste.

(dernière mise à jour : édition 2025)

## Palmarès

### Années 1980
- 1987 : Verónica Forqué pour le rôle d'Irene dans Manolo (El año de las luces)
  - Chus Lampreave pour le rôle de Doña Tránsito dans Manolo (El año de las luces)
  - Maria Luisa Ponte pour le rôle d'Alejandra dans El hermano bastardo de Dios
- 1988 : Verónica Forqué pour le rôle de Monique dans Moros y cristianos
  - Marisa Paredes pour le rôle d'Olga dans Cara de acelga
  - Terele Pávez pour le rôle de Teresa dans Laura, del cielo llega la noche
- 1989 : María Barranco pour le rôle de Candela dans Femmes au bord de la crise de nerfs (Mujeres al borde de un ataque de nervios)
  - Laura Cepeda pour le rôle d'une policière dans Baton Rouge
  - Chus Lampreave pour le rôle d'Emilia dans Attends-moi au ciel (Espérame en el cielo)
  - Terele Pávez pour le rôle de la mère dans Diario de invierno
  - Julieta Serrano pour le rôle de Lucía dans Femmes au bord de la crise de nerfs (Mujeres al borde de un ataque de nervios)

### Années 1990
- 1990 : María Asquerino pour le rôle de Marcela dans El mar y el tiempo
  - María Barranco pour le rôle de Nena Colman dans Les Choses de l'amour (Las cosas del querer)
  - Chus Lampreave pour le rôle de Doña Antonia dans Bajarse al moro
  - Amparo Rivelles pour le rôle d'Élisabeth Farnèse dans Le Marquis d'Esquilache (Esquilache)
  - Concha Velasco pour le rôle de Doña Pastora Paternó dans Le Marquis d'Esquilache (Esquilache)
- 1991 : María Barranco pour le rôle d'Ely dans Les Vies de Loulou (Las edades de Lulú)
  - Rosario Flores pour le rôle de Rosario dans Contre le vent (Contra el viento)
  - Loles León pour le rôle de Lola dans Attache-moi ! (¡Átame!)
- 1992 : Kiti Mánver pour le rôle de Verónica dans Tout pour le fric (Todo por la pasta)
  - María Barranco pour le rôle de Lucrecia dans Le Roi ébahi (El rey pasmado)
  - Cristina Marcos pour le rôle de Paula dans Talons aiguilles (Tacones lejanos)
- 1993 : Chus Lampreave pour le rôle de Doña Asun dans Belle Époque (Belle epoque)
  - Mary Carmen Ramírez pour le rôle d'Amalia dans Belle Époque (Belle epoque)
  - Pastora Vega pour le rôle de Charo dans Demasiado corazón
- 1994 : Rosa Maria Sardà pour le rôle de Sole dans ¿Por qué lo llaman amor cuando quieren decir sexo?
  - María Barranco pour le rôle de Carmen dans L'Écureuil rouge (La ardilla roja)
  - Rossy de Palma pour le rôle de Juana dans Kika
- 1995 : María Luisa Ponte pour le rôle de Mère Tornera dans Canción de cuna
  - Silvia Munt pour le rôle de Laura dans La pasión turca
  - Candela Peña pour le rôle de Vanesa dans Días contados
- 1996 : Pilar Bardem pour le rôle de Doña Julia dans Personne ne parlera de nous quand nous serons mortes (Nadie hablará de nosotras cuando hayamo muerto)
  - Chus Lampreave pour le rôle de la mère de Leo dans La Fleur de mon secret (La flor de mi secreto)
  - Rossy de Palma pour le rôle de Rosa dans La Fleur de mon secret (La flor de mi secreto)
- 1997 : Mary Carrillo pour le rôle d'Ama dans Más allá del jardín
  - Loles León pour le rôle de Charo dans Libertarias
  - Maribel Verdú pour le rôle d'Areusa dans La Celestina
- 1998 : Charo López pour le rôle de María dans Les Secrets du cœur (Secretos del corazón)
  - Ángela Molina pour le rôle de Clara dans En chair et en os (Carne trémula)
  - Vicky Pena pour le rôle de Rosa dans Les Secrets du cœur (Secretos del corazón)
- 1999 : Adriana Ozores pour le rôle de Flora dans La hora de los valientes
  - Loles León pour le rôle de Trini Morenos dans La Fille de tes rêves (La niña de tus ojos)
  - Alicia Sánchez pour le rôle de Carmen dans Barrio
  - Rosa Maria Sardà pour le rôle de Rosa Rosales dans La Fille de tes rêves (La niña de tus ojos)

### Années 2000
- 2000 : María Galiana pour le rôle de la mère dans Solas
  - Adriana Ozores pour le rôle d'Ana dans Quand tu me reviendras (Cuando vuelvas a mi lado)
  - Candela Peña pour le rôle de Nina dans Tout sur ma mère (Todo sobre mi madre)
  - Julieta Serrano pour le rôle de Tía Rafaela dans Quand tu me reviendras (Cuando vuelvas a mi lado)
- 2001 : Julia Gutiérrez Caba pour le rôle de Tía Gala dans You're the One: una historia de entonces
  - Chusa Barbero pour le rôle de Marian dans Besos para todos
  - Ana Fernández pour le rôle de Pilara dans You're the One: una historia de entonces
  - Terele Pávez pour le rôle de Ramona dans Mes chers voisins (La comunidad)
- 2002 : Rosa Maria Sardà pour le rôle de Ronda dans Sin vergüenza
  - Elena Anaya pour le rôle de Belén dans Lucia et le Sexe (Lucía y el sexo)
  - Najwa Nimri pour le rôle d'Elena dans Lucia et le Sexe (Lucía y el sexo)
  - Rosana Pastor pour le rôle d'Elvira dans Juana la Loca
- 2003 : Geraldine Chaplin pour le rôle de Marie dans En la ciudad sin límites
  - María Esteve pour le rôle de Pilar dans Un lit pour quatre (El otro lado de la cama)
  - Mar Regueras pour le rôle de Natalia dans Rencor
  - Tina Sainz pour le rôle de Melchora dans Historia de un beso
- 2004 : Candela Peña pour le rôle d'Ana dans Ne dis rien (Te doy mis ojos)
  - María Botto pour le rôle de Conchi dans Soldados de Salamina
  - Mónica López pour le rôle d'Irene dans En la ciudad
  - María Pujalte pour le rôle de Beatriz dans El lápiz del carpintero
- 2005 : Mabel Rivera pour le rôle de Manuela dans Mar adentro
  - Silvia Abascal pour le rôle de Begoña dans El Lobo
  - Victoria Abril pour le rôle de Luciana dans Le Septième Jour (El séptimo día)
  - Mercedes Sampietro pour le rôle de Señora Mingarro dans Inconscientes
- 2006 : Elvira Mínguez pour le rôle de Raquel Merino dans Tapas
  - Marta Etura pour le rôle de Clara dans Para que no me olvides
  - Pilar López de Ayala pour le rôle de la maîtresse dans Obaba, le village du lézard vert (Obaba)
  - Verónica Sánchez pour le rôle de Dolores Montoya « La Chispa » dans Camarón
- 2007 : Carmen Maura pour le rôle d'Irene dans Volver
  - Lola Dueñas pour le rôle de Sole dans Volver
  - Ariadna Gil pour le rôle de María de Castro dans Capitaine Alatriste (Alatriste)
  - Blanca Portillo pour le rôle d'Agustina dans Volver
- 2008 : Amparo Baró pour le rôle d'Emilia dans Siete mesas de billar francés
  - Geraldine Chaplin pour le rôle d'Aurora dans L'Orphelinat (El orfanato)
  - Nuria González pour le rôle de Carmen dans Mataharis
  - María Vázquez pour le rôle d'Inés dans Mataharis
- 2009 : Penélope Cruz pour le rôle de María Elena dans Vicky Cristina Barcelona
  - Elvira Mínguez pour le rôle de Merche dans Cobardes
  - Rosana Pastor pour le rôle de Doña Juana de Coello dans La conjura de El Escorial
  - Tina Sainz pour le rôle de Doña Restituta dans Sangre de mayo

### Années 2010
- 2010 : Marta Etura pour le rôle d'Elena dans Cellule 211 (Celda 211)
  - Pilar Castro pour le rôle de Pilar dans Gordos
  - Vicky Peña pour le rôle de Doña Luisa dans El cónsul de Sodoma
  - Verónica Sánchez pour le rôle de Paula dans Gordos
- 2011 : Laia Marull pour le rôle de Pauleta dans Pain noir
  - Pilar López de Ayala pour le rôle d'Elena dans Lope
  - Terele Pávez pour le rôle de Dolores dans Balada triste (Balada triste de trompeta)
  - Ana Wagener pour le rôle de Bea dans Biutiful
- 2012 : Ana Wagener pour le rôle de Mercedes dans La voz dormida
  - Pilar López de Ayala pour le rôle de Luisa dans Intruders
  - Goya Toledo pour le rôle de Mari Luz dans Maktub
  - Maribel Verdú pour le rôle d'Inés dans Chrysalis (De tu ventana a la mía)
- 2013 : Candela Peña pour le rôle de Mamen dans Les Hommes ! De quoi parlent-ils ? (Una pistola en cada mano)
  - Chus Lampreave pour le rôle de María dans L'Artiste et son modèle (El artista y la modelo)
  - María León pour le rôle de María dans Carmina o revienta
  - Ángela Molina pour le rôle de Doña Concha / la grand-mère dans Blancanieves
- 2014 : Terele Pávez pour le rôle de Maritxu dans Les Sorcières de Zugarramurdi (Las brujas de Zugarramurdi)
  - Nathalie Poza pour le rôle d'Andrea dans Todas las mujeres
  - Susi Sánchez pour le rôle de la mère dans 10.000 noches en ninguna parte
  - Maribel Verdú pour le rôle de Margo dans 15 años y un día
- 2015 : Carmen Machi pour le rôle de Merche dans Ocho apellidos vascos
  - Bárbara Lennie pour le rôle d'Eva dans El Niño
  - Mercedes León pour le rôle de Señora Casa Coto dans La isla mínima
  - Goya Toledo pour le rôle de Virginia dans Marsella
- 2016 : Luisa Gavasa pour le rôle de la mère dans La novia
  - Elvira Mínguez pour le rôle de Belén dans Appel inconnu (El desconocido)
  - Marian Álvarez pour le rôle de Cati dans Felices 140
  - Nora Navas pour le rôle de Martina dans Felices 140
- 2017 : Emma Suárez pour le rôle d'Ana dans La propera pell
  - Candela Peña pour le rôle de María Candelaria Rodríguez dans Kiki, l'amour en fête (Kiki, el amor se hace)
  - Terele Pávez pour le rôle d'Antonia dans La puerta abierta
  - Sigourney Weaver pour le rôle de la grand-mère dans Quelques minutes après minuit (A Monster Calls)
- 2018 : Adelfa Calvo pour le rôle de Portera dans El autor
  - Belén Cuesta pour le rôle de Milagros dans Holy Camp! (La llamada)
  - Anna Castillo pour le rôle de Susana Romero dans Holy Camp! (La llamada)
  - Lola Dueñas pour le rôle de Blanca dans No sé decir adiós
- 2019 : Carolina Yuste pour le rôle de Paqui dans Carmen et Lola (Carmen y Lola)
  - Ana Wagener pour le rôle de La Ceballosdans El reino
  - Natalia de Molina pour le rôle de Marta dans Quién te cantará
  - Anna Castillo pour le rôle de Leonor dans Voyage autour de la chambre d'une mère (Viaje al cuarto de una madre)

### Années 2020
- 2020 : Julieta Serrano pour le rôle de Jacinta Douleur et Gloire (Dolor y gloria)
  - Mona Martínez pour le rôle de Triana dans Adiós
  - Natalia de Molina pour le rôle de María dans Adiós
  - Nathalie Poza pour le rôle d'Ana Carrasco dans Lettre à Franco (Mientras dure la guerra)
- 2021 : Nathalie Poza pour le rôle de Violeta dans Le Mariage de Rosa (La boda de Rosa)
  - Juana Acosta pour le rôle de Sara dans El inconveniente
  - Verónica Echegui pour le rôle d'Amparo dans Explota Explota
  - Natalia de Molina pour le rôle d'Adela dans Las niñas
- 2022 : Nora Navas pour le rôle de Teresa dans Libertad
  - Aitana Sánchez-Gijón pour le rôle de Teresa dans Madres paralelas
  - Milena Smit pour le rôle d'Ana dans Madres paralelas
  - Sonia Almarcha pour le rôle d'Adela dans El buen patrón
- 2023 : Susi Sánchez pour le rôle de Begoña dans Lullaby (Cinco lobitos)
  - Marie Colomb pour le rôle de Marie dans As bestas
  - Carmen Machi pour le rôle d'Asun dans Piggy (Cerdita)
  - Penélope Cruz pour le rôle d'Azucena dans À contretemps (En los márgenes)
  - Ángela Cervantes pour le rôle de Penélope dans La maternal
- 2024 : Ane Gabarain pour le rôle de Lourdes dans 20 000 espèces d'abeilles (20.000 especies de abejas)
  - Itziar Lazkano pour le rôle de Lita dans 20 000 espèces d'abeilles (20.000 especies de abejas)
  - Ana Torrent pour le rôle d'Ana Arenas	dans Fermer les yeux (Cerrar los ojos)
  - Luisa Gavasa pour le rôle de Charo dans El maestro que prometió el mar
  - Clara Segura pour le rôle de Diana	 Creatura

- 2025 : Clara Segura pour le rôle de Carmen dans El 47
  - Macarena García pour le rôle de Marta dans Casa en flames
  - María Rodríguez Soto pour le rôle de Júlia dans Casa en flames
  - Nausicaa Bonnín pour le rôle d'Andrea dans La infiltrada
  - Aixa Villagrán pour le rôle de Macarena dans La Vierge rouge (La virgen roja)[1]